# میلریت
میلریت  (به انگلیسی: Millerite) با فرمول شیمیایی NiS از مجموعه کانی هاست و دارای شکستگی ناصاف است. از نام یک کانی‌شناس انگلستانی W.H.Miller مشتق شده‌است. محلول در HNO۳ برای اولین بار در چک اسلواکی کشف شد و از نظر شکل بلور: الیافی - آسیکولار، رنگ: زرد روشن - قهوه‌ای مایل به زرد، شفافیت: کدر(اپاک)، شکستگی: ناصاف، جلا: فلزی، رخ: خوب، سیستم تبلور: تری کلینیک و در رده‌بندی سولفور است  و منشأ تشکیل آن هیدروترمال - ماگمایی - رسوبی است.
همایند کانی‌شناسی (پارانژ) آن - کالکوپیریت- سیدریت- پیریت است.
کاربرد آن: کانسار نیکل، از نظر ژیزمان بلور- آگرگات دانه‌ای وموئین تقریباًَ کمیاب است و بیشتر در در آلمان غربی و شرقی، انگلستان، آمریکا و کانادا یافت می‌شود.